# Gabriel Itkes-Sznap
Gabriel Itkes-Sznap, född 30 januari 1985, är en svensk poet, litteraturkritiker och översättare.
Itkes-Sznap har studerat vid Biskops-Arnös författarskola och doktorerat i estetik på Institutionen för kultur och lärande vid Södertörns högskola. Han debuterade 2015 med diktsamlingen Tolvfingertal (Albert Bonniers förlag), som nominerades till Borås tidnings debutantpris samma år. 2021 utkom hans andra diktsamling, Himlen till munnen tången till hjärtat (Albert Bonniers förlag) och han är sedan 2022 verksam som litteraturkritiker på Dagens Nyheter.